# Sérignan-du-Comtat
Sérignan-du-Comtat ist eine südfranzösische Gemeinde mit 2896 Einwohnern (Stand 1. Januar 2022) im Département Vaucluse in der Region Provence-Alpes-Côte d’Azur. Sie gehört zum Kanton Bollène im Arrondissement Carpentras.

## Geographie
Die angrenzenden Gemeinden sind
- Lagarde-Paréol im Norden,
- Sainte-Cécile-les-Vignes im Nordosten,
- Travaillan im Osten,
- Camaret-sur-Aigues im Südosten,
- Orange im Süden,
- Uchaux im Westen.

An der südlichen Gemeindegrenze verläuft der Fluss Eygues.

## Bevölkerungsentwicklung
| Jahr      | 1962 | 1968 | 1975 | 1982 | 1990 | 1999 | 2008 |
| --------- | ---- | ---- | ---- | ---- | ---- | ---- | ---- |
| Einwohner | 1033 | 1194 | 1488 | 1975 | 2069 | 2254 | 2404 |

## Persönlichkeiten

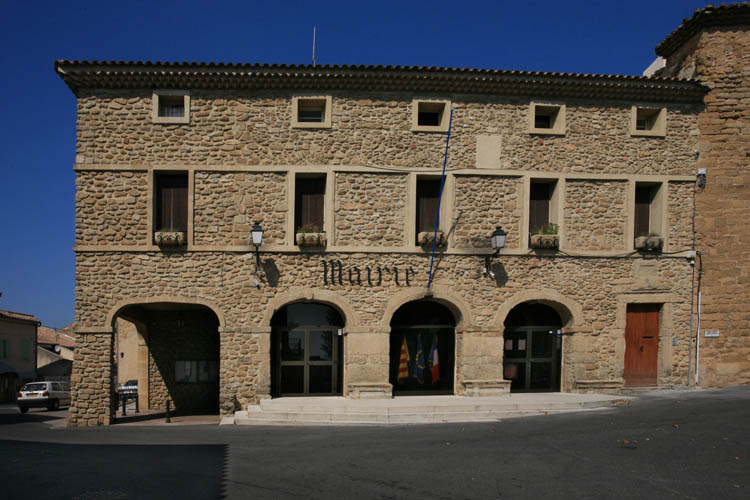
Mairie
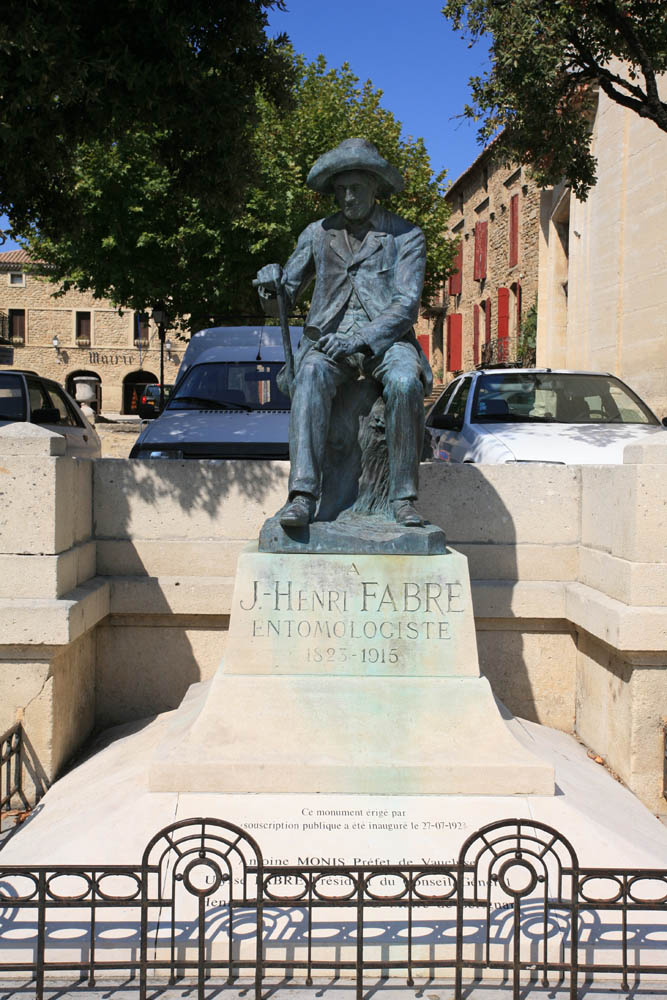
Jean-Henri Fabre (1823–1915), Naturwissenschaftler, Dichter und Schriftsteller
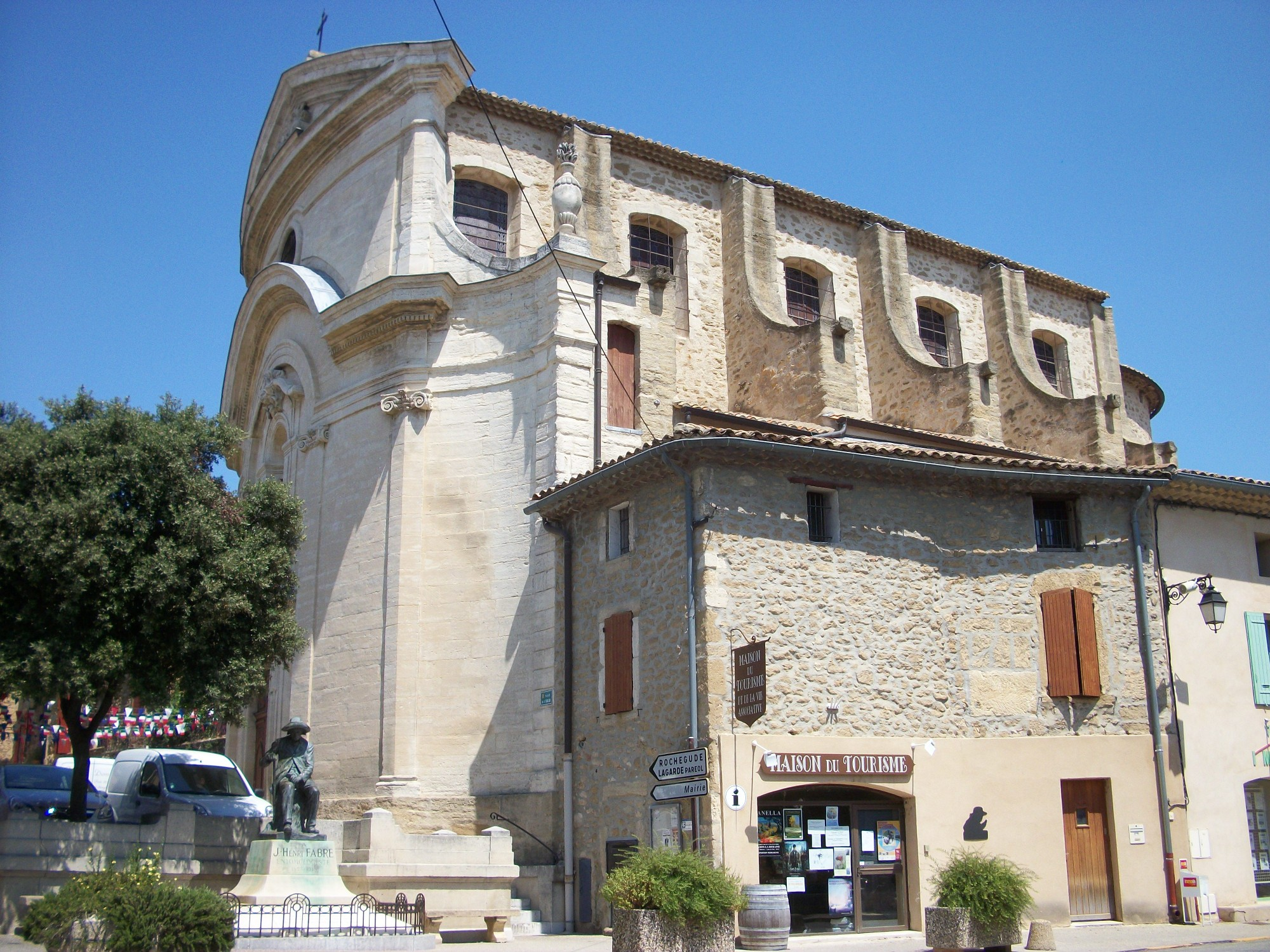
Kirche Saint-Etienne
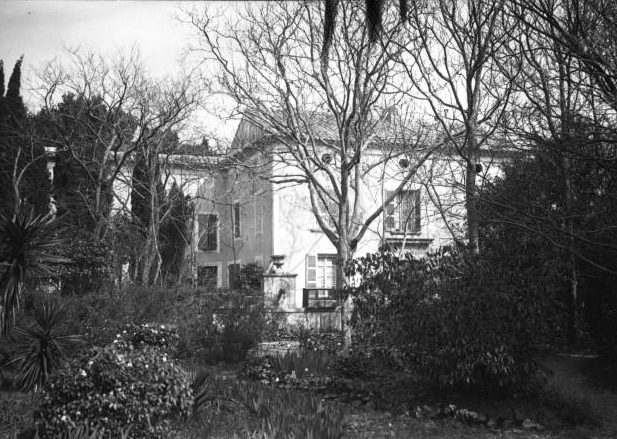
Haus von Jean-Henri Fabre um 1914

- Werner Lichtner-Aix (1939–1987), deutscher Maler, arbeitete von 1970 bis 1987 in Sérignan-du-Comtat[1]